# Sascha Vollmer

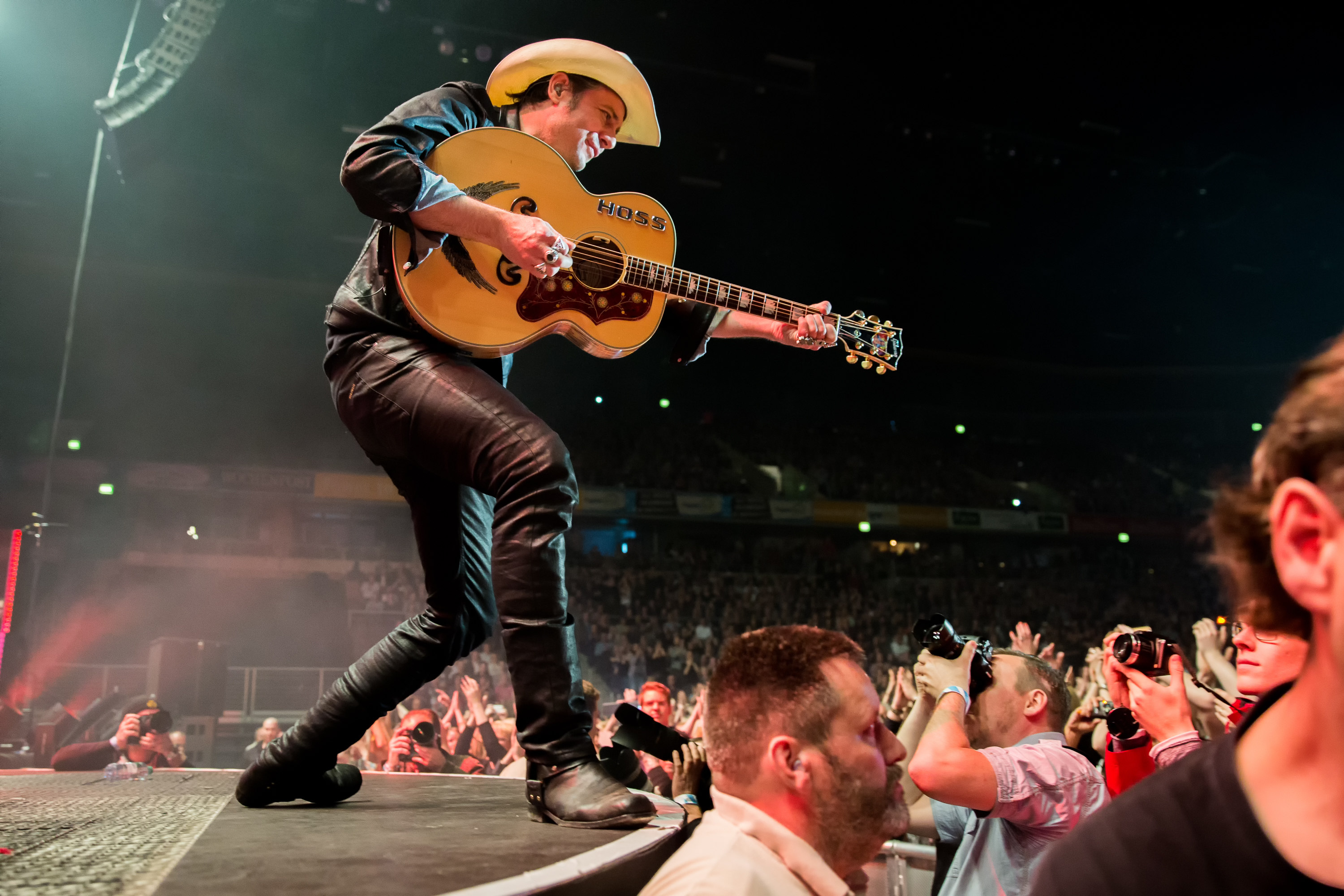
Sascha Vollmer bei einem Auftritt von The BossHoss 2016

Sascha Vollmer (* 7. Dezember 1971 in Heidenheim an der Brenz), auch Hoss Power, ist ein deutscher Multiinstrumentalist, Sänger, Komponist, Musikproduzent und Gründungsmitglied der Rockband The BossHoss. Als Musiker ist er in den Bereichen Country und Rock tätig. Zu seinen bekanntesten Stücken zählen Stallion Battalion, Last Day und Don’t Gimme That.

## Biografie

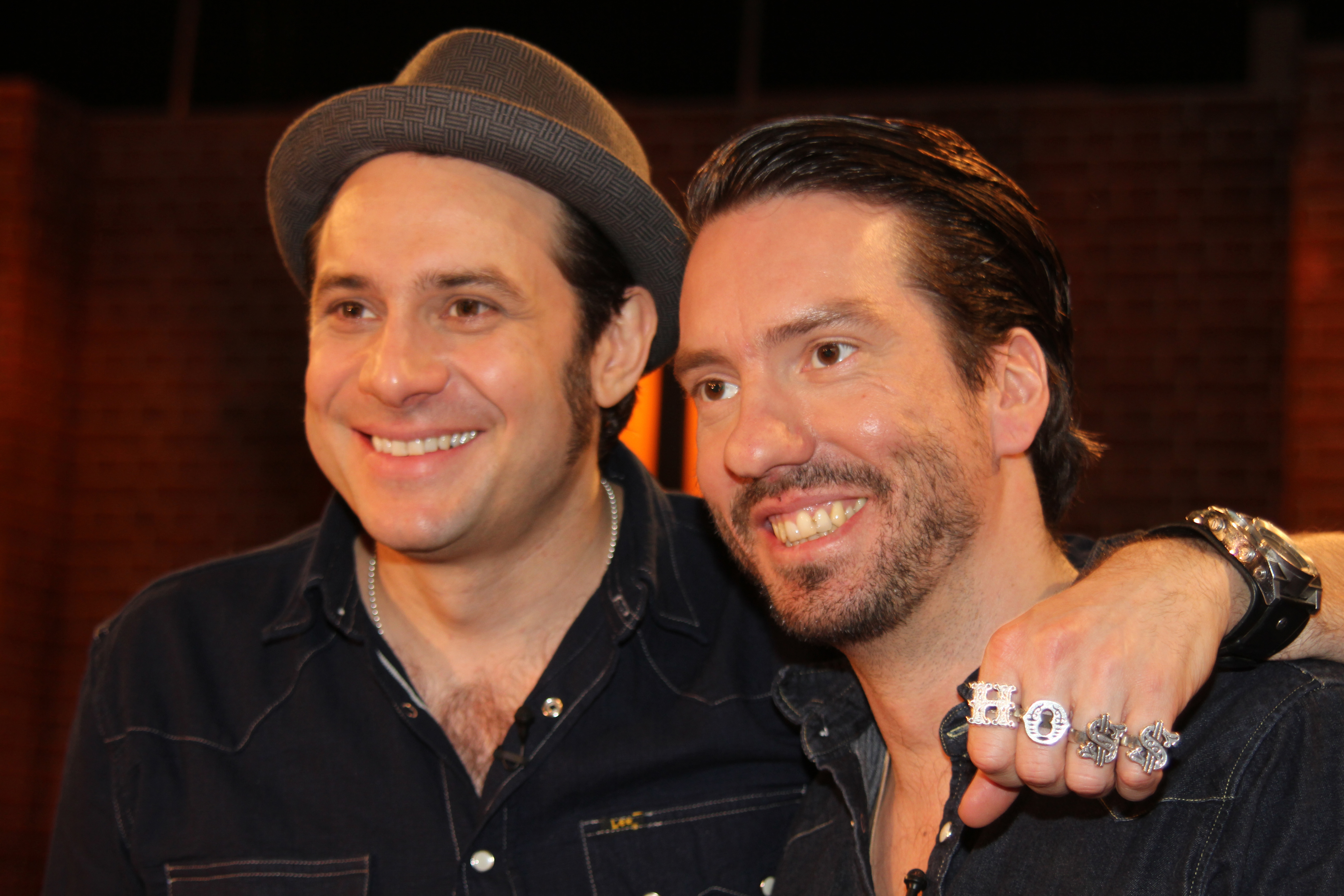
Sascha Vollmer (links) und Alec Völkel, 2012

Vollmer lernte schon früh Geige und Klavier zu spielen und gründete im Alter von 14 Jahren seine erste Band. Da in dieser bereits ein Pianist vorhanden war, lernte er Gitarre spielen und singen. Daneben spielt er heute Bass.
1992 gründete er zusammen mit dem Schlagzeuger Roberto Bangrazi die Punk- und Rockabilly-Band Hot Boogie Chillun, mit der er mehrere selbstproduzierte Singles veröffentlichte. Mit dieser Band tourte er durch Europa und die USA. Schon in dieser Zeit trug er einen weißen Stetson, der später zu den Markenzeichen von BossHoss gehörte. Nachdem ihr Bassist 1998 ausgestiegen war, zogen Bangrazi und Vollmer nach Berlin, wo er bis heute lebt. Dort fanden sie in Michael Frick einen neuen Bassisten, mit dem Vollmer 2004 unter seinem Künstlernamen Hoss Power zusammen mit Alec Völkel alias Boss Burns die Band The BossHoss gründete. 2005 veröffentlichten Hot Boogie Chillun ihr letztes Album mit dem Titel 15 Reasons To R’n’R.
Ende 2004 unterzeichnete The BossHoss bei Universal Music ihren ersten Major-Plattenvertrag. 2002 wurde Powers Tochter und 2009 sein Sohn geboren, im selben Jahr erhielt er mit BossHoss den Berliner Bär. Von 2011 bis 2013 teilten sich Power und Burns einen Jurysitz bei der Castingshow The Voice of Germany. Zudem produzierte er das Album Ivy der von ihm und Burns gecoachten Ivy Quainoo mit. 2016 wirkte er in dem Film Hanni & Nanni – Mehr als beste Freunde in der Rolle des Vaters mit. Seit 2018 teilen sich Power und Burns einen Jurysitz bei The Voice Senior. 2019 war er zusammen mit Boss Burns Jurymitglied bei The Voice Kids. Am 9. März 2020 erschien von Power und Burns das Buch Rock am Grill.

## Musikalische Einflüsse
Einen großen Einfluss für Power stellt die US-amerikanische Band The Sonics dar. Er nahm immer wieder Cover der Band wie Have Love Will Travel auf oder auch Money in der Version der Sonics. In einem 2011 erschienenen Interview mit der Welt erwähnte er auch Elvis Presley und Johnny Cash als großen Einfluss für ihn. Als Hommage an Presley schrieb er das Lied Still Crazy 'Bout Elvis vom Album Liberty of Action.

## Aufgaben bei The BossHoss und Markenzeichen

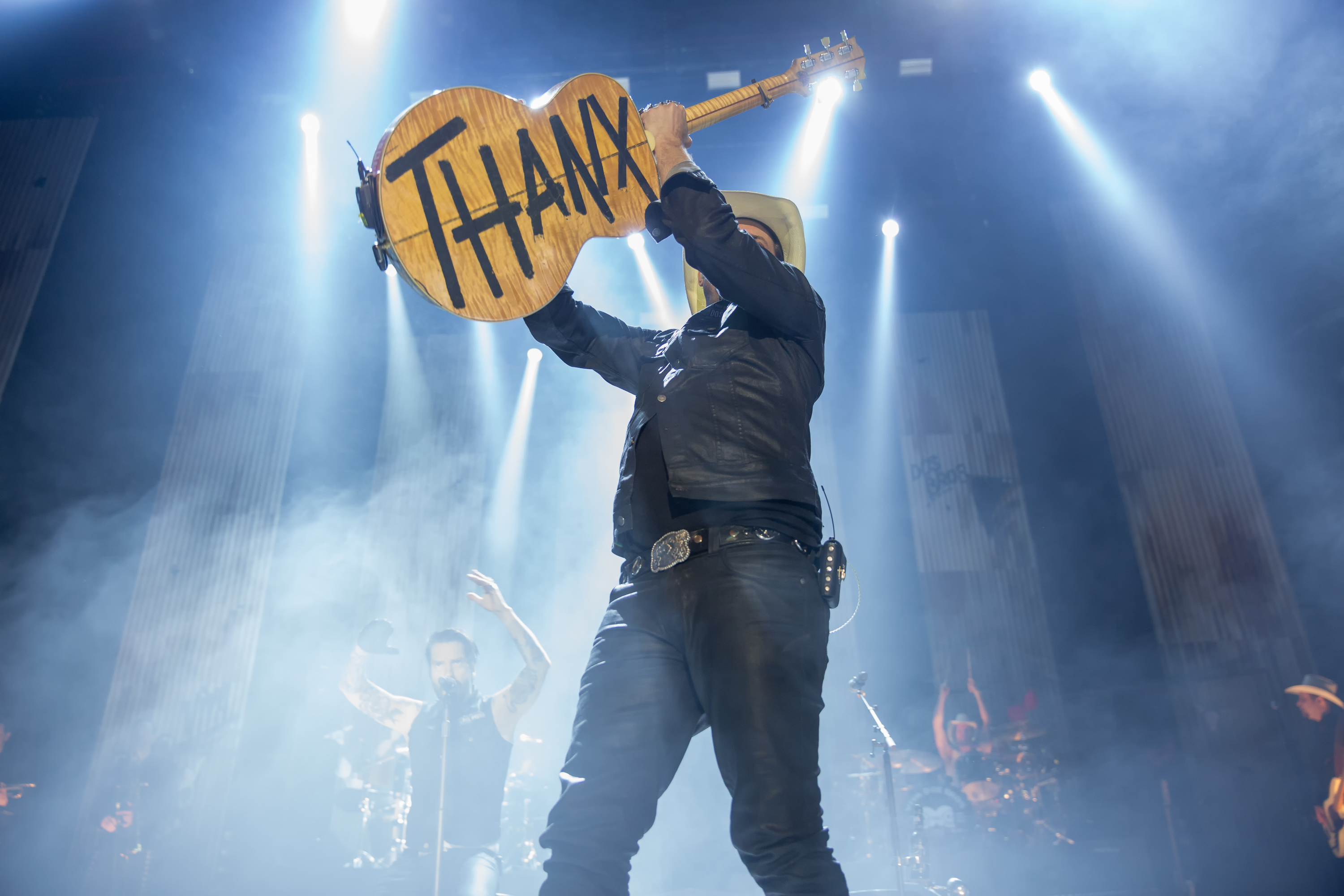
Klebebandschriftzug auf Rückseite der Akustikgitarre

Neben seinen Funktionen als Gitarrist, Komponist, Produzent und Sänger ist Power bei der Band als Arrangeur, Mixer und Recorder der Alben tätig. Seine modifizierte Gibson-Gitarre mit der auf der Rückseite angebrachten Aufschrift Thanx zählt zu seinen Markenzeichen. Außerhalb seiner Tätigkeiten bei The BossHoss produziert und komponiert er Werbejingles für Mercedes-Benz. Live übernimmt er beim Instrumentalzwischenteil von Hot in Herre das Stylophone.

## Filmografie
- 2017: Sharknado 5: Global Swarming
- 2017: Hanni & Nanni – Mehr als beste Freunde
- 2020: Børning 3: Asphalt Börning

## Diskografie
Für Veröffentlichungen mit The BossHoss siehe hier.
| Jahr | Interpret          | Album                              | Powers Beitrag                           |
| ---- | ------------------ | ---------------------------------- | ---------------------------------------- |
| 1995 | Hot Boogie Chillun | Get Hot or Go Home                 | Gitarre, Gesang, Komposition, Produktion |
| 1999 | Hot Boogie Chillun | Sweets                             | Gitarre, Gesang, Komposition, Produktion |
| 1995 | Hot Boogie Chillun | Wanna Hear You Scream (4-Track-EP) | Gitarre, Gesang, Komposition, Produktion |
| 2004 | Teheran Taxi       | Teheran Taxi                       | Produktion                               |
| 200? | Mercedes-Benz      | div. Werbung                       | Komposition, Produktion                  |
| 2012 | Ivy Quainoo        | Ivy                                | Produktion                               |